# Ахмади
 Тази статия е за града в Кувейт.  За мухафазата вижте Ахмади (мухафаза).  
Ахмади (на арабски: الأحمدي) е град в източен Кувейт, административен център на мухафаза Ахмади. Населението му е около 31 000 души (2018).

## География
Ахмади е разположен на 109 метра надморска височина в оазис на 6 километра западно от брега на Персийския залив и на 33 километра южно от центъра на град Кувейт. Градът е планиран по американски образец, с прави улици, пресичащи се под прав ъгъл, и се разделя на северна, южна, западна и източна зона.

## История
Ахмади е официално основан през 1946 година и е наречен в чест на шейх Ахмад Джабер Сабах, управлявал Кувейт между 1921 и 1950 година. По-активното заселване в оазиса започва още от началото на 40-те години, когато там е открит нефт и за разработването му започват да пристигат специалисти и работници от Великобритания и Британска Индия.
През 1991 година, по време на Иракската окупация, нефтените полета на Ахмадия са запалени от иракчаните, което предизвиква тежки поражения, отстранени през следващите години.

## Икономика
В Ахмади се намират централите и главните нефтени рафинерии на държавната Кувейтска национална петролна компания и нейното подразделение Кувейтска нефтена компания. Около града са разположени нефтодобивни полета, свързани с нефтопроводи с рафинерията и танкерните терминали на Мина Ахмеди, югоизточно от града на брега на Персийския залив. Рафинерията, първоначално построена през 1949 година и неколкократно модернизирана, има капацитет от 466 хиляди барела на ден.

## Инфраструктура
В Ахмади има няколко парка и различни спортни съоръжения, сред които футболен стадион и игрище за крикет.